# Nefty Sallaberry
Óscar Neftalí Sallaberry Valls, (Ponce, Porto Rico, 1º de março de 1964), conhecido pelo nome artístico Nefty Sallaberry, é um cantor porto-riquenho que integrou a banda Menudo desde sua criação até abandonar a carreira.

## Vida pessoal
Nasceu na cidade de Ponce, em Porto Rico no dia 1º de março de 1964. É filho de Olga Valls, espanhola, e do doutor Santiago Sallaberry, porto-riquenho. Em sua infância viveu uma curta temporada em Barcelona, na Espanha, local de origem da mãe e também de nascimento de seu irmão Fernando. Depois se transferiu com a família para Porto Rico, país de origem de seu pai e também onde veio a nascer. No ano de 1976 passa a integrar a primeira formação do grupo Menudo ao lado de seu irmão caçula Fernando Sallaberry e dos irmãos Ricky, Carlos e Óscar Meléndez. Deixou definitivamente a carreira e se graduou na Universidade Marquette no curso de ciências da computação. Atualmente vive em Porto Rico e trabalha em uma empresa local.